# St. Nikolaus (Deising)

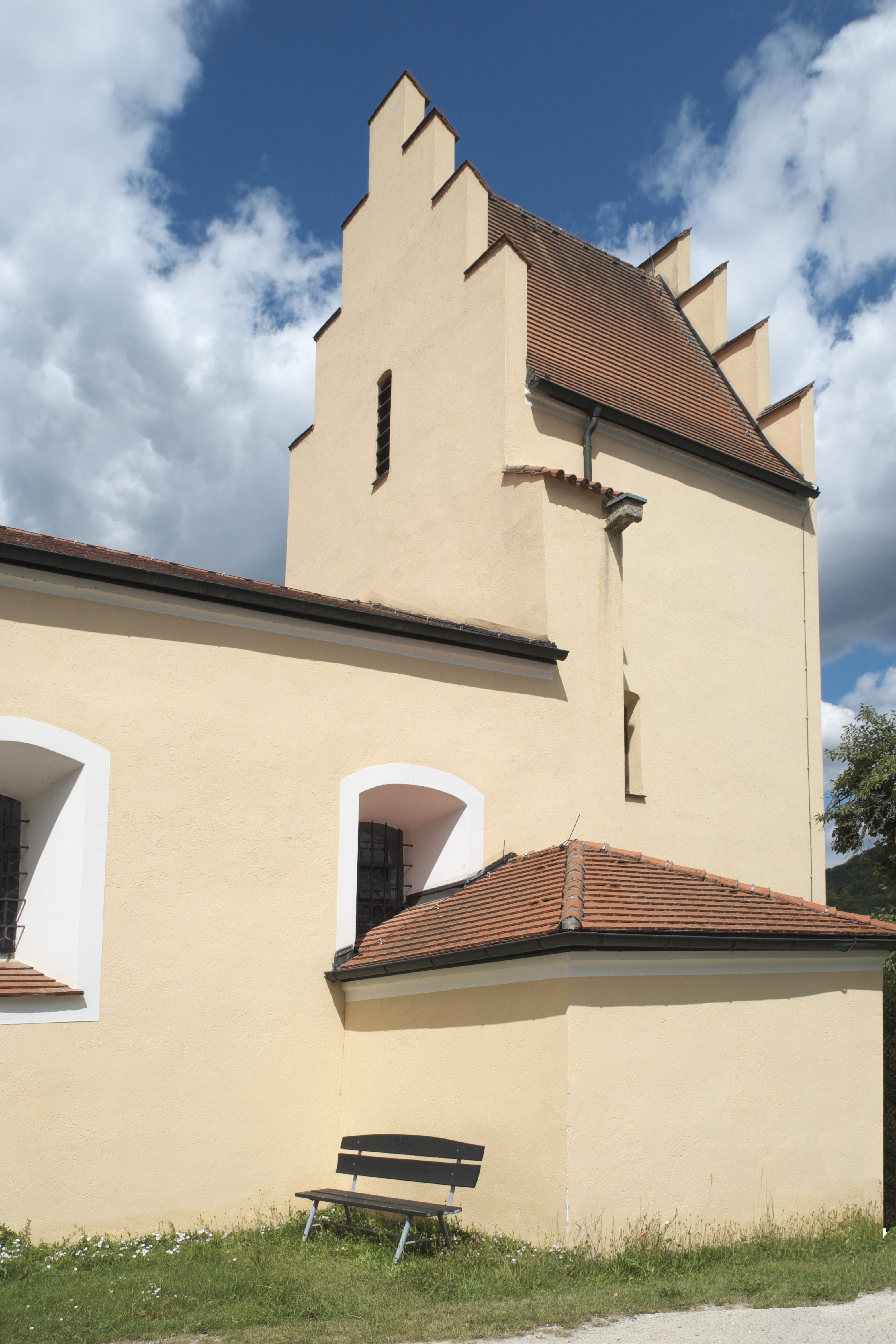
Kirche St. Nikolaus

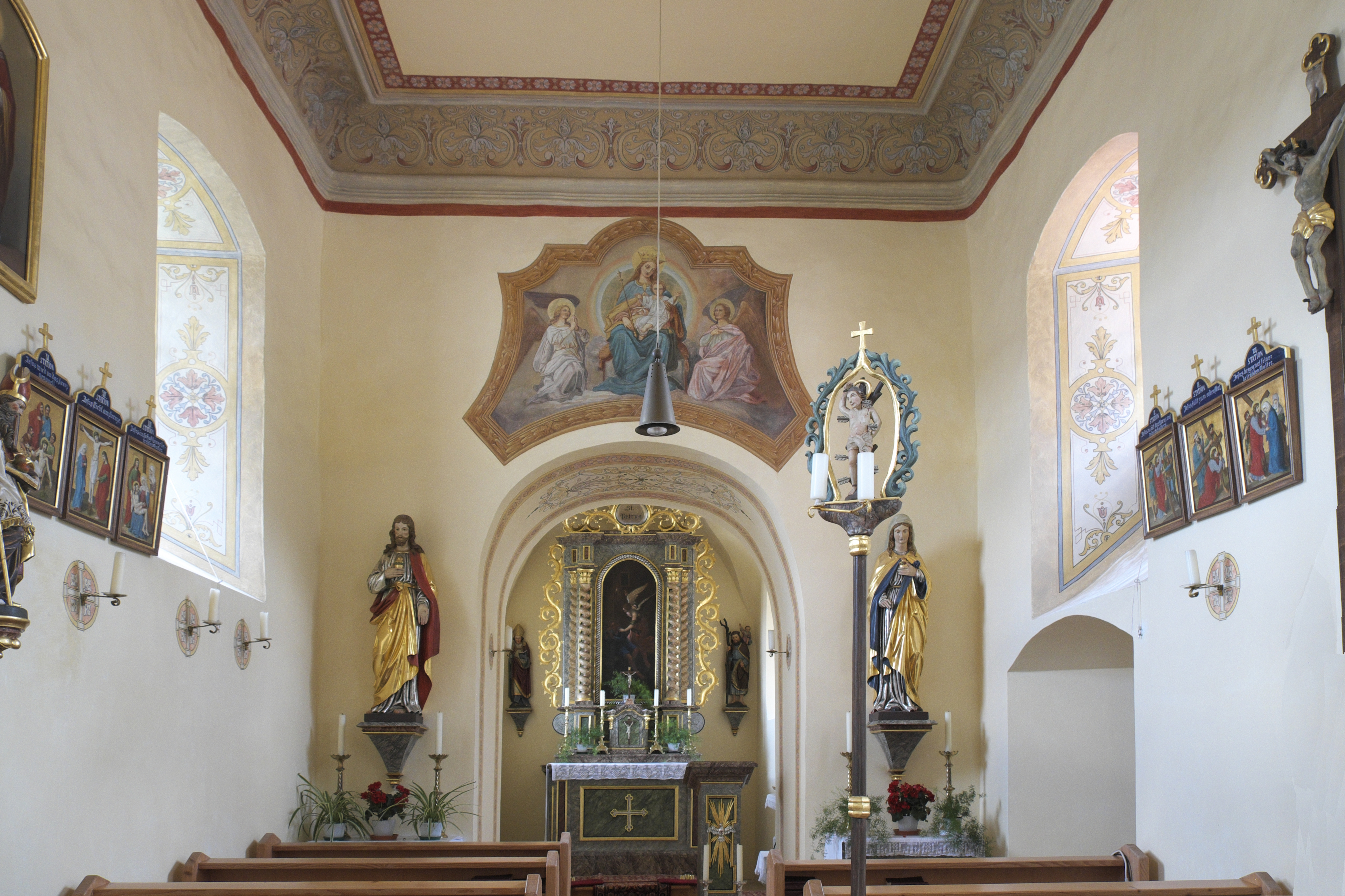
Innenansicht

Die katholische Filialkirche St. Nikolaus in Deising, einem Stadtteil von Riedenburg im niederbayerischen Landkreis Kelheim, ist eine romanische Chorturmanlage aus dem frühen 13. Jahrhundert, die im 19. Jahrhundert verändert wurde. Die dem heiligen Nikolaus geweihte Kirche gehört zu den geschützten Baudenkmälern in Bayern.

## Architektur
Die Kirche ist aus verputztem Kalksteinmauerwerk errichtet. Der gedrungene Turm wurde vermutlich in gotischer Zeit durch die beiden Stufengiebel erhöht. An seiner Südseite befinden sich ein Strebepfeiler mit einem Kragstein und in einer Höhe von 4,50 Metern eine alte Einstiegsöffnung. Das lässt vermuten, dass die Kirche als Wehrkirche diente. Das Fenster an der Ostseite stammt noch aus romanischer Zeit.
Das einschiffige Langhaus ist flachgedeckt, der eingezogene Chor besitzt ein Kreuzgratgewölbe.

## Wand- und Deckenbilder
Die Wand- und Deckenbilder wurden im 19. Jahrhundert ausgeführt. Über dem Chorbogen ist eine Madonna mit Kind auf einem Thron sitzend dargestellt, neben ihr zwei Engel. Das Deckenbild stellt den Kirchenpatron, den heiligen Nikolaus, als Bischof dar. Er hält ein Buch in der Hand, auf dem drei goldene Kugeln liegen. Die drei jungen Frauen, die mit Lilien in der Hand vor ihm knien, erinnern an die Töchter einer verarmten Familie, denen er die Goldkugeln geschenkt und die er nach der Legende dadurch davor bewahrt hatte, als Prostituierte Geld zu verdienen.

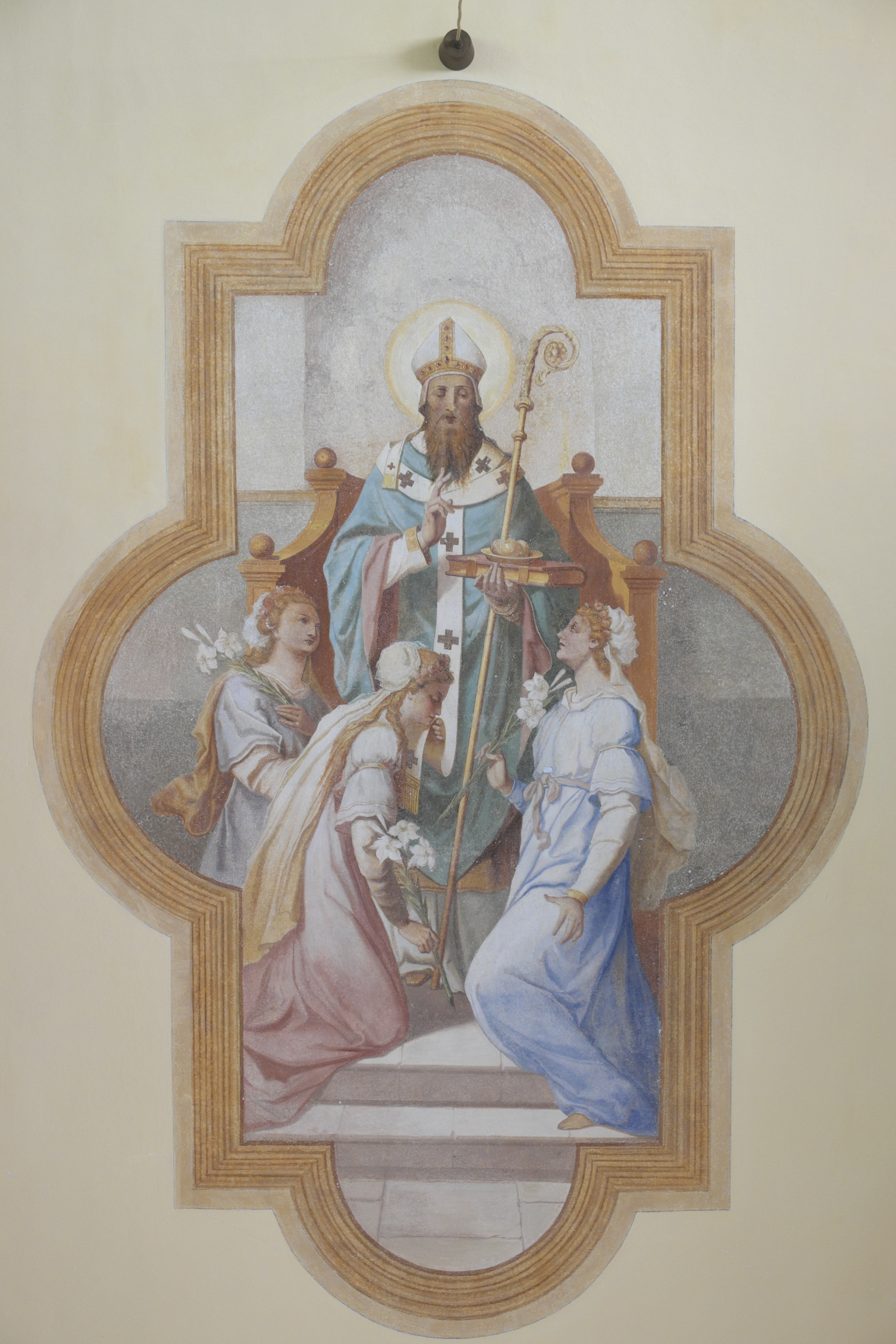
Heiliger Nikolaus
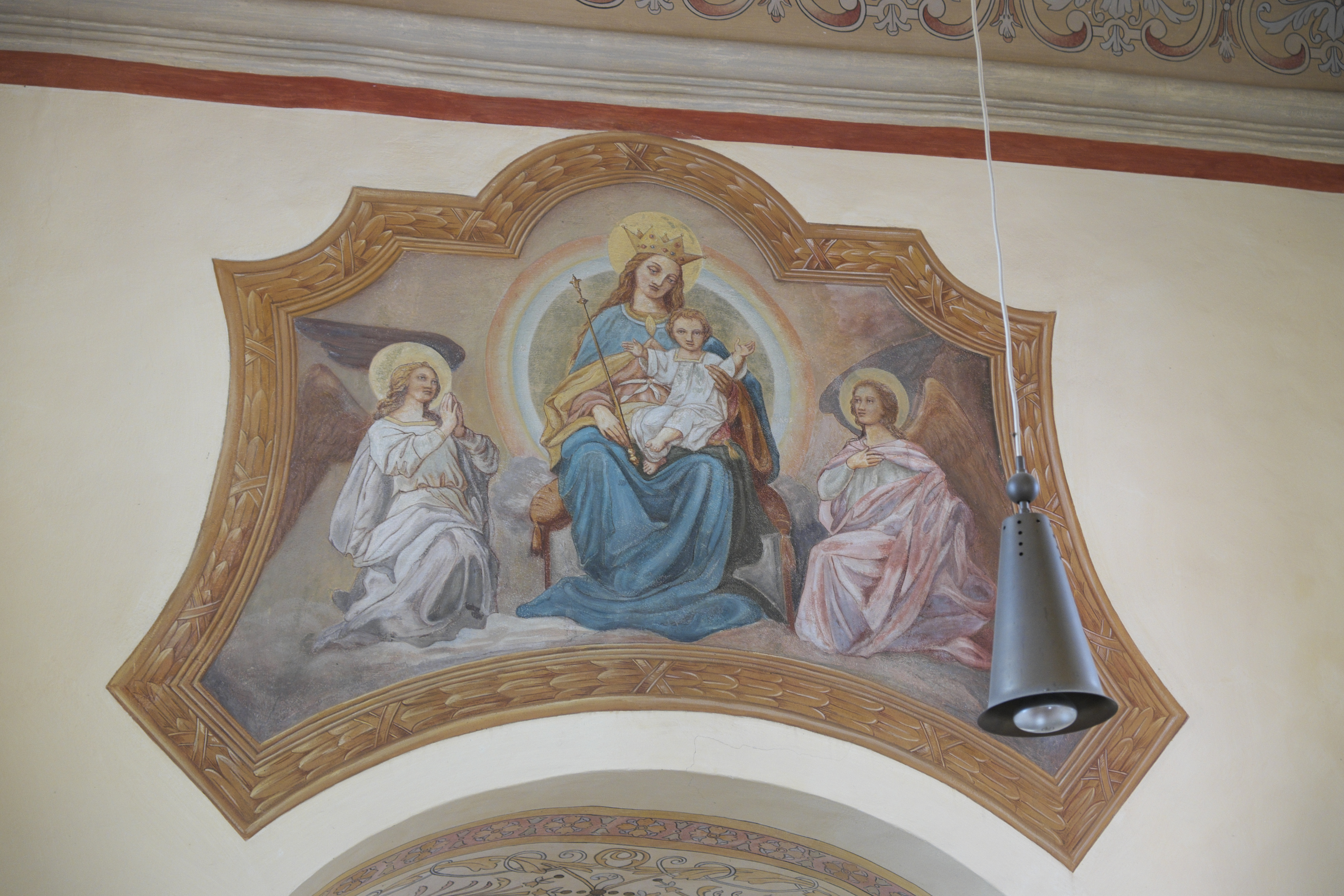
Madonna mit Kind

## Ausstattung

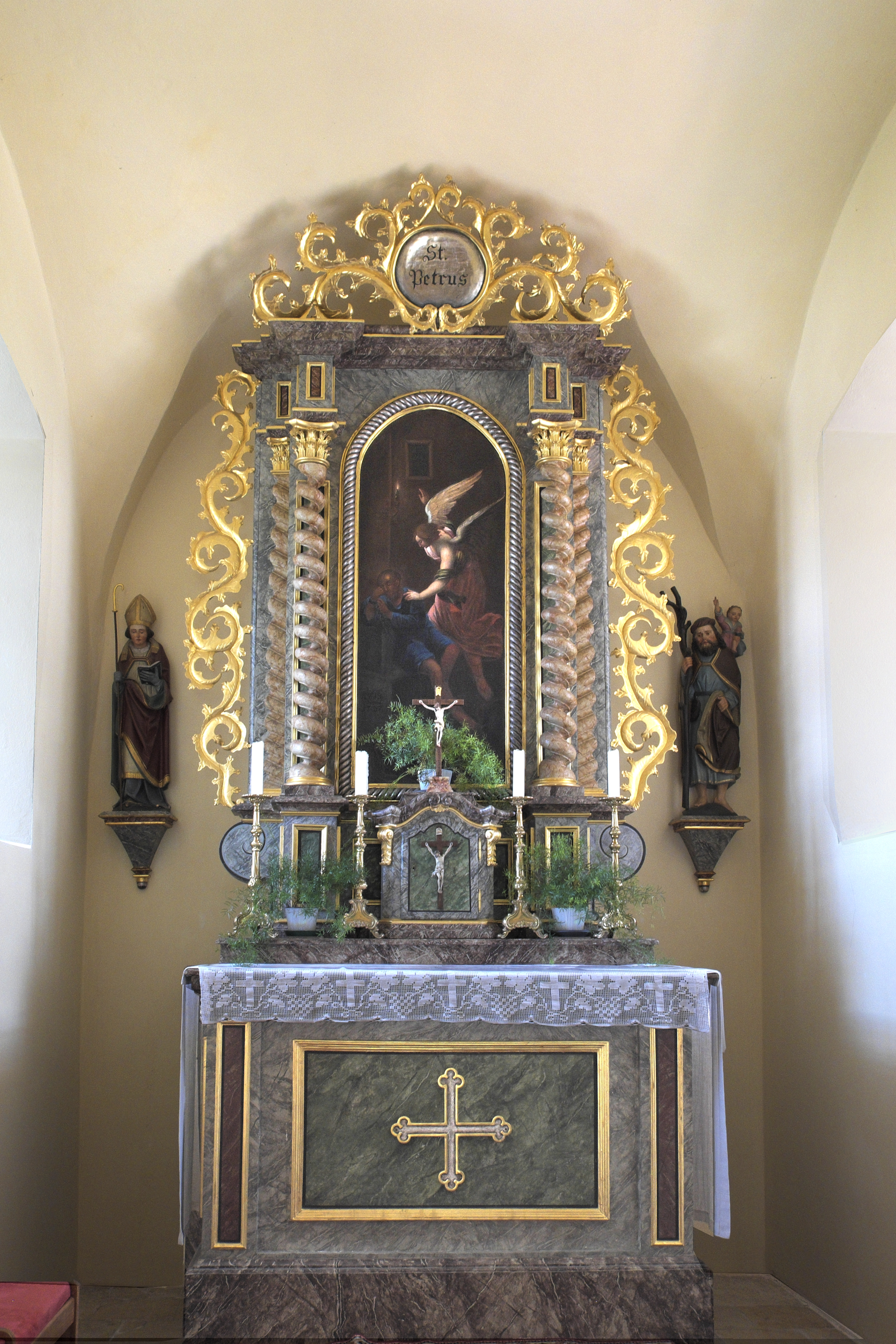
Altar

- Der dem Apostel Petrus gewidmete Altar stammt aus dem 17. Jahrhundert. Auf dem Altargemälde ist die Befreiung des Apostels aus dem Gefängnis durch einen Engel dargestellt. Die Darstellung des Apostels am Altar gab Anlass für Zweifel am Patrozinium der Kirche und es wurde teilweise die Ansicht vertreten, der Apostel Petrus sei der eigentliche Kirchenpatron.
- Neben dem Altar stehen zwei spätgotische Schnitzfiguren aus dem Ende des 15. Jahrhunderts, der heilige Nikolaus und der heilige Christophorus. Beide Figuren gehörten vermutlich zu einem Flügelaltar, der in der jüngeren, 1680 abgebrochenen Peterskirche stand.